# Georges Bernanos
Georges Bernanos (wym. /ʒɔʀʒ bɛʀnanos/; ur. 20 lutego 1888 w Paryżu, zm. 5 lipca 1948 w Neuilly-sur-Seine koło Paryża) – francuski pisarz katolicki, prawnik, monarchista.

## Życiorys
Ukończył kolegium jezuickie. W 1906 zdał maturę i rozpoczął studia w Instytucie Katolickim w Paryżu. Wstąpił do organizacji Kameloci Króla (Camelots du Roi), młodzieżowej przybudówki Action Française. W czasie I wojny światowej, mimo problemów zdrowotnych, brał udział w walkach pod Sommą i Verdun. W 1918 został odznaczony Krzyżem Wojennym. Rok wcześniej ożenił się z Jeanne Talbert d'Arc.
Po wojnie pracował w zakładzie ubezpieczeniowym La Nationale. W 1926 światło dzienne ujrzała jego debiutancka powieść: Pod słońcem szatana. Wkrótce później wydane zostały dwie kolejne: Zakłamanie i Radość. Za tę ostatnią autor otrzymał min. prestiżową nagrodę Prix Femina. W 1933 uległ wypadkowi motocyklowemu, który spowodował bezwład nogi. W 1934 jego rodzina osiedliła się na Majorce.
W 1935 wydano jego powieść kryminalną pt. Zbrodnia a rok później jego czwarte i najważniejsze dzieło: Pamiętniki wiejskiego proboszcza. W 1938 wyjechał do Ameryki Południowej. W okresie pobytu w Ameryce rozwinął działalność publicystyczną. Bernanos podejmował w swoich esejach aktualne problemy związane z II wojną światową.
W 1947 wrócił na jakiś czas do Francji i wydał pisaną wiele lat powieść Monsieur Ouine. Wkrótce później zamieszkał w Tunezji. Pracował tam nad dramatem Dialogi karmelitanek. Niedługo po jego ukończeniu, w 1948, uprzednio wróciwszy do Francji, zmarł na marskość wątroby.

## Twórczość
Bernanos podejmował w swojej twórczości przede wszystkim problem duchowej walki, jaką toczy człowiek z grzechem.

## Poglądy polityczne
Bernanos do końca życia pozostawał monarchistą, antykomunistą, antydemokratą i konserwatystą. Po pobycie na terytorium Hiszpanii w czasie wojny domowej stał się zdecydowanym przeciwnikiem doktryn faszystowskich.